# Црква Светог пророка Илије у селу Власе
Црква Светог пророка Илије у селу Власе, насељеном месту на територији града Врања, православни је храм који припада Епархији врањској Српске православне цркве.
Црква посвећена Светом пророку Илији подигнута је у периоду од 1925. до 1930. године, о чему сведочи натпис на мермерној плочи изнад улаза у наос:
Овај Свети храм Светог Илије у Власу подиже се трудом и прилозима села Власа Станца Рождаца и Трстена, а за време Краља Александра Првог Карађорђевића и би освећен од Његовог преосвештенства епископа нишког г. Доситеја на Св. Илију 1930. год. Свештеник власачки јереј Василије Маринковић, ктитор цркве Стојан С. Новаковић, приложио звоно г. Витас, бивши велики жупан.
Трем са звоником је новијег датума. Иконостас има 38 икона, а осликао их је зограф Крсто А. Дичић, 1926. године.
Трудом мештана села и Црквеног одбора, црква Светог Илије у потпуности је обновљена 2013. године, а подигнута је и нова народна трпезарија.